# Helicodontium complanatum
Helicodontium complanatum là một loài Rêu trong họ Myriniaceae. Loài này được Broth. mô tả khoa học đầu tiên năm 1895.